# Adam von Haren, der Ältere
Adam von Haren, der Ältere (in einigen Quellen auch Daem genannt, * um 1409; † 8. März 1454 in Aachen) war Schöffe und Bürgermeister der Reichsstadt Aachen.

## Leben und Wirken
Der Sohn der Eheleute Gerhard von Haren und Mette (Mechtildis) Holzappel zu Täsch und Bruder von Gerhard von Haren, dem Jüngeren stammte von der Linie Haren-Voerendaal des alten Patriziergeschlechts Van Haren aus der ehemaligen Herrschaft Valkenburg ab. Er trat erstmals 1437 als Mitglied des Stadtrates von Aachen in Erscheinung und wurde 1443 zum Bürgermeister gewählt.
Die Familie Adam von Haren gehörte zu den wohlhabenden Familien Aachens und trug durch ein großzügiges Darlehen an die Stadt zur Linderung der allgemeinen Not bei. Außerdem unterstützte sie die Mönche des Regulierherrenklosters in Aachen, die auch das Nekrologium für die Familie verfasst haben. Darüber hinaus erbte Adam von Haren einen Großteil der Ländereien seines Vaters, so unter anderem die Güter Gut Baenlä, Kalkofen und Hanbruch und erwarb außerdem von dem Bürgermeister Colyn Beissel noch das Gut Schurzelt. Weiterhin gehörten ihm Gut Margraten im Roderland und mehrere Stadtwohnungen in Aachen.
Adam von Haren war verheiratet mit Agnes van den Weyer († 1467), mit der er drei Söhne und zwei Töchter bekam. Der älteste Sohn Gerhard († 1474) wurde 1459 zum Jülichschen Vogt und Meier in Aachen bestellt und gehörte von 1460 bis zu seinem Tode dem Schöffenstuhl an. Er erbte unter anderem das Gut Kalkofen, welches er nach seinem Tode seiner Tochter Agnes übertrug, die den Schöffen und Bürgermeister Fetschin Colyn geheiratet hatte. Adams zweiter Sohn war der spätere Kanonikus Frambach von Haren, der das Gut Schurzelt erhielt, aber 1487 bereits wieder verkaufte. Der dritte Sohn war Adam von Haren, der Jüngere, welcher ebenfalls in das Schöffenkollegium aufgenommen und später zum Bürgermeister Aachens gewählt wurde.
Nach dem Tod Adams wurde am 10. Juli 1459 von seiner Witwe der Hof Baenlä dem Benediktinerinnenkloster St. Mauritius in Köln überschrieben, in das Mettel (Mechtildis), die älteste Tochter von Adam, 1455 als Nonne eingetreten war. Sein Gut Margraten wurde dabei als Pfand für die Zinsen, die auf dem Hof lasteten, eingesetzt.